# Meliphaga
Genre
Meliphaga est un genre de passereaux de la famille des Meliphagidae.

## Distribution
Les espèces de ce genre se rencontrent en Nouvelle-Guinée et en Australie.

## Liste des espèces
Selon la classification de référence du Congrès ornithologique international (version 14.2, 2024) :
- Meliphaga aruensis (Sharpe, 1884) – Méliphage bouffant
- Meliphaga notata (Gould, 1867) – Méliphage marqué
- Meliphaga lewinii (Swainson, 1837) – Méliphage de Lewin

## Publication originale
- Lewin, 1808 : Birds of New Holland, with their natural history. Collected, engraved, and faithfully painted after nature. A.L.S. of Paramatta, New South Wales.